# Lijst van afleveringen van Shark
Dit is een lijst met afleveringen van de televisieserie Shark.

## Seizoen 1
| Nr. | Titel aflevering                      | Uitzenddatum VS   | Uitzenddatum NL  |
| --- | ------------------------------------- | ----------------- | ---------------- |
| 1   | Pilot                                 | 21 september 2006 | 30 oktober 2006  |
| 2   | LAPD Blue                             | 28 september 2006 | 6 november 2006  |
| 3   | Dr. Feelbad                           | 5 oktober 2006    | 13 november 2006 |
| 4   | Russo                                 | 12 oktober 2006   | 20 november 2006 |
| 5   | In the Grasp                          | 19 oktober 2006   | 27 november 2006 |
| 6   | Fashion Police                        | 2 november 2006   | 4 december 2006  |
| 7   | Déjà Vu All Over Again                | 9 november 2006   | 10 december 2006 |
| 8   | Love Triangle                         | 16 november 2006  | 17 december 2006 |
| 9   | Dial M for Monica                     | 23 november 2006  | 24 december 2006 |
| 10  | Sins of the mother                    | 7 december 2006   | 8 januari 2007   |
| 11  | The Wrath of Kahn                     | 4 januari 2007    | 15 januari 2007  |
| 12  | Wayne's World                         | 18 januari 2007   | 22 januari 2007  |
| 13  | Teacher's Pet                         | 1 februari 2007   | 29 januari 2007  |
| 14  | Starlet Fever                         | 8 februari 2007   | 5 februari 2007  |
| 15  | Here Comes The Judge                  | 15 februari 2007  |                  |
| 16  | Blind Trust                           | 22 februari 2007  |                  |
| 17  | Backfire                              | 29 maart 2007     |                  |
| 18  | Trial By Fire                         | 5 april 2007      |                  |
| 19  | Porn Free                             | 12 april 2007     |                  |
| 20  | Fall From Grace                       | 19 april 2007     |                  |
| 21  | Strange Bedfellows                    | 26 april 2007     |                  |
| 22  | Wayne's World 2: Revenge of the Shark | 3 mei 2007        |                  |

## Seizoen 2
| Nr. | Titel aflevering              | Uitzenddatum VS   | Uitzenddatum NL |
| --- | ----------------------------- | ----------------- | --------------- |
| 23  | Gangster Movies               | 23 september 2007 |                 |
| 24  | For Whom The Skel Rolls       | 30 september 2007 |                 |
| 25  | Eye Of The Beholder           | 7 oktober 2007    |                 |
| 26  | Dr. Laura                     | 14 oktober 2007   |                 |
| 27  | Student Body                  | 21 oktober 2007   |                 |
| 28  | No Holds Barred               | 28 oktober 2007   |                 |
| 29  | In Absentia                   | 4 november 2007   |                 |
| 30  | In the Crosshairs             | 11 november 2007  |                 |
| 31  | Burning Sensation             | 18 november 2007  |                 |
| 32  | Every Breath You Take         | 25 november 2007  |                 |
| 33  | Shaun of the Dead             | 9 december 2007   |                 |
| 34  | Partners in Crime             | 27 januari 2008   |                 |
| 35  | Bar Fight                     | 29 april 2008     |                 |
| 36  | Leaving Las Vegas             | 6 mei 2008        |                 |
| 37  | One Hit Wonder                | 13 mei 2008       |                 |
| 38  | Wayne's World 3: Killer Shark | 20 mei 2008       |                 |